# RIV-EUROP

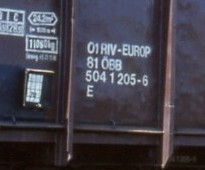
Vagón Rakouských spolkových drah (ÖBB) zařazený do systému RIV-EUROP (1982)

RIV-EUROP byl společný park železničních nákladních vozů, který existoval v letech 1953 až 2002. Umožnil bezplatné používání běžných typů železničních nákladních vozů v devíti zúčastněných západoevropských zemích (RIV je zkratka Regolamento Internazionale Veicoli, označuje dohodu o mezinárodně provozovaných nákladních vozech, o které se poprvé rozhodlo mezi evropskými železničními společnostmi již v roce 1922).

## Historie
V případě přeshraničních přeprav bylo běžné používat vůz z vysílající země a po vyložení jej vrátit prázdný, ledaže by došlo k přepravě v opačném směru, vyžadující stejný typ vozu. To mělo za následek dlouhé doby obratu a vysoký podíl prázdných jízd. Proto se německé Deutsche Bundesbahn a francouzské státní železnice SNCF dohodly, že od května 1951 bude možné po vyložení znovu naložit 100 000 speciálně označených nákladních vozů, jako by šlo o vlastní nákladní vůz. Německý nákladní vůz zahrnutý do parku EUROP tedy mohl být použit i pro vnitrostátní přepravu ve Francii nebo pro přepravu z Francie do třetí země. Poté se mohl vrátit ze třetí země do jedné ze zemí účastnících se sdružení. Zpočátku bylo do společného parku umístěno 40 000 krytých a 60 000 otevřených nákladních vozů a označeno symbolem „EUROP“.
Úspěch dohody EUROP přesvědčil i další evropské země, a proto byl společný park nákladních vozů EUROP od 1. ledna 1953 rozšířen na celou západní Evropu, pokud byly příslušné železniční sítě normálního rozchodu a přímo propojené. Při přidělování kódu UIC byla zohledněna dohoda EUROP přidělením kódu začínajícího 8 na všechny zúčastněné železnice a vozy:
- 80 Německo, např. DB
- 81 Rakousko, např. ÖBB
- 82 Lucembursko, např. CFL
- 83 Itálie, FS (Italské státní dráhy)
- 84 Nizozemsko, NS
- 85 Švýcarsko, např. SBB-CFF-FFS
- 86 Dánsko, DSB (Dánské státní dráhy)
- 87 Francie, SNCF
- 88 Belgie, NMBS/SNCB (Belgická národní železniční společnost)